# Michel Joseph Maunoury
Michel Joseph Maunoury (niektóre źródła Joseph Michel Mauneury; ur. 17 grudnia 1847 w Maintenon, zm. 28 marca 1923 w Arthies) – francuski wojskowy, generał dywizji, pośmiertnie awansowany na Marszałka Francji 31 marca 1923.

## Życiorys
Kształcił się w École polytechnique i ukończył Oficerską Szkołę Artylerii. W 1867 otrzymał stopień oficerski i rozpoczął służbę w artylerii. W składzie 2 pułku artylerii walczył w wojnie francusko-pruskiej. Otrzymał wówczas Krzyż Kawalerski Legii Honorowej. Po wojnie służył w różnych jednostkach artylerii. Od 6 listopada 1883 adiutant szkoły artylerii, a od 26 maja 1886 dowódca dywizjonu. Od 23 marca 1891 na różnych stanowiskach sztabowych w artylerii (w tym w sztabie 11 Korpusu Artylerii). Od 4 października 1898 dowódca 11 pułku artylerii, a od 30 grudnia 1901 dowódca 9 Dywizji Piechoty. Od 30 października 1903 pomocnik szefa Sztabu Generalnego. 28 stycznia 1906 awansowany do stopnia generała dywizji. Od sierpnia 1906 szef artylerii Paryża. Od 11 lipca 1908 dowódca 15 Korpusu, a od 30 października 1909 20 Korpusu Armijnego. Od 24 października 1910 Wojenny Gubernator Paryża. Od 1 grudnia 1910 członek Wyższej Rady Wojennej. Od 17 grudnia 1912 w rezerwie.
Po wybuchu I wojny światowej, 12 sierpnia 1914 powołany do służby czynnej. 21 sierpnia została sformowana Armia Lotaryńska składająca się z 7 dywizji rezerwowych, w celu zabezpieczenia prawego skrzydła wojsk francusko-angielskich, której dowództwo powierzono gen. Maunoury. Po przegranej przez armię francuską bitwie granicznej, wobec ofensywy armii niemieckiej na Paryż (zgodnie z Planem Schlieffena), 7 Armię rozformowano, a gen. Maunoury powierzono dowodzenie 6 Armią, która miała być rozwinięta w rejonie Amiens do 2 września. 30 sierpnia głównodowodzący armią francuską gen. Joseph Joffre skierował 6 Armię do obrony Paryża. 5 września 6 Armia rozpoczęła przegrupowanie na północny wschód od Paryża w celu zajęcia pozycji wyjściowych nad rzeką Ourcq. W czasie marszu była niespodziewanie zaatakowana przez 4 Korpus Rezerwowy (niemiecki), zatrzymana i odrzucona. We wrześniu dowodzona przez gen. J. Maunoury 6 Armia walczyła w bitwie nad Marną. Z powodzenie przekroczyła i w walkach osiągnęła zachodni brzeg rzeki Ourcq. W rejon walk 6 Armii były przerzucone siły 1 Armii niemieckiej, jednak zostały one zatrzymane przez 6 Armię i Armię brytyjską. 10 września 1 Armia niemiecka rozpoczęła wycofanie. Armia gen. Maunoury przyczyniła się w dużym stopniu do zwycięstwa w bitwie nad Marną. W dniach 13-15 września gen. Maunoury prowadził dalej natarcie w celu otoczenia prawego skrzydła 1 Armii niemieckiej, jednak natarcie francuskie zostało zatrzymane nad rzeką Aisne. W 1915 został ciężko ranny i zmuszony był przekazać dowództwo 6 Armii.
5 września 1915 został Wojennym Gubernatorem Paryża, jednak ze względu na chorobę zmuszony był odejść z tego stanowiska.